# La Grande-Duchesse et le Garçon d'étage
Pour plus de détails, voir Fiche technique et Distribution.
La Grande-Duchesse et le Garçon d'étage (titre original : Here Is My Heart) est une  comédie musicale américaine réalisée par Frank Tuttle, sortie en 1934.

## Fiche technique
- Titre original : Here Is My Heart
- Réalisation : Frank Tuttle
- Scénario : Edwin Justus Mayer et Harlan Thompson d'après la pièce La Grande-duchesse et le garçon d'étage d'Alfred Savoir
- Photographie : Karl Struss
- Société de production : Paramount Pictures
- Pays de production : États-Unis
- Format : Noir et blanc - 1,37:1
- Genre : comédie musicale
- Durée : 77 minutes
- Date de sortie : 1934

## Distribution
- Bing Crosby : J. Paul Jones
- Kitty Carlisle : Princesse Alexandra
- Roland Young : Prince Nicholas / Nicki
- Alison Skipworth : Comtesse Rostova
- Reginald Owen : Prince Vladimir / Vova
- William Frawley : James Smith
- Marian Mansfield : Claire
- Cecilia Parker : Suzette
- Akim Tamiroff : le directeur de l'hôtel
- Arthur Housman : le serveur ivre
- Charles Arnt : Higgins